# Arabe classique
Pour un article plus général, voir Arabe.

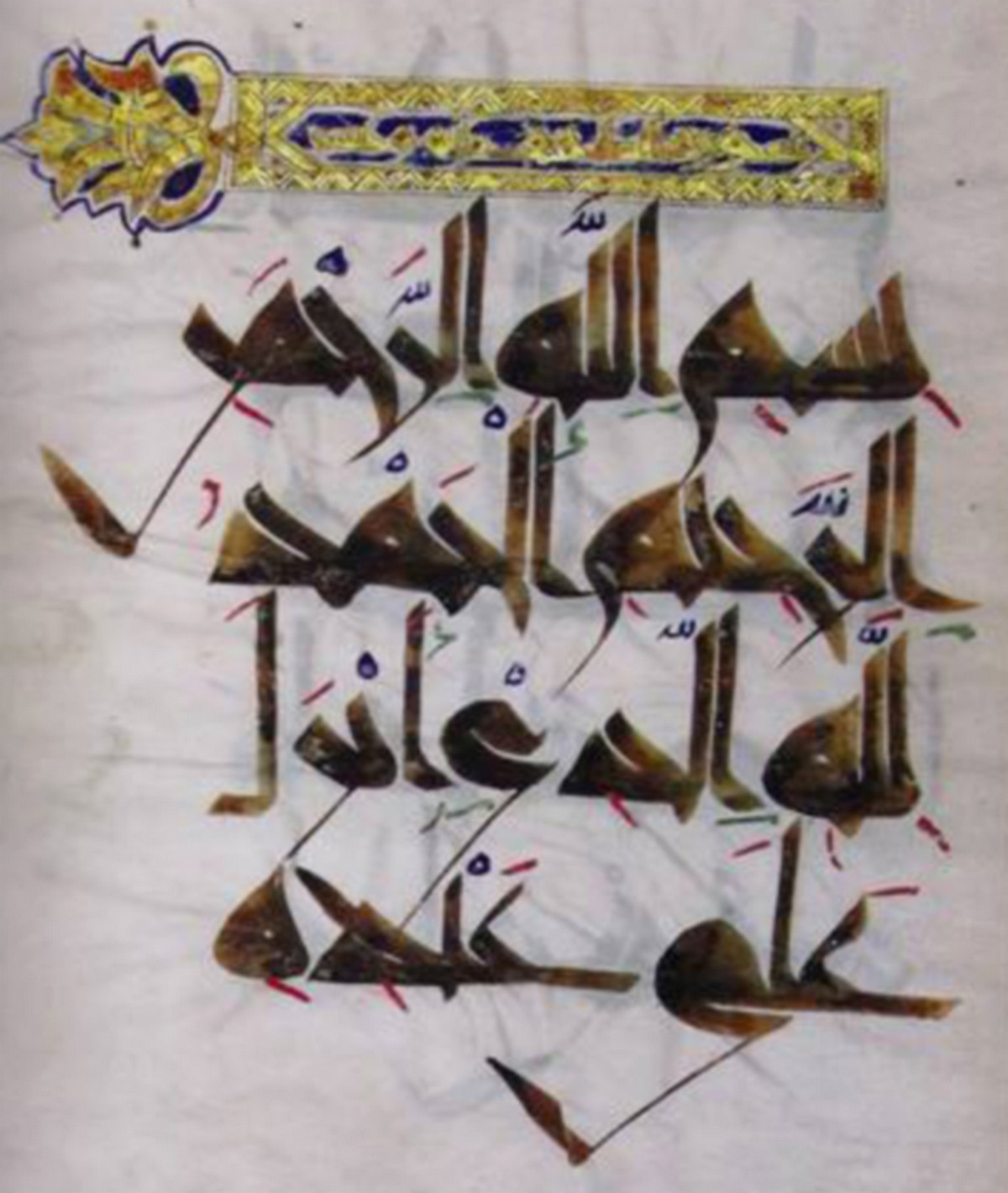
Feuillet à écriture arabe coufique d'un Coran du XIe siècle provenant de la grande mosquée de Kairouan.

L’arabe classique et l'arabe standard moderne constituent ensemble l'arabe littéral. La diglossie de la langue arabe fournit en effet deux registres de langue, arabe littéral et arabe dialectal. L'arabe classique évolue au fil du temps de l'arabe précoranique à l'arabe coranique, puis à l'arabe post-coranique auquel est parfois réservée l'appellation « arabe classique ».
La distinction n'est pas une question de niveau d'études comme celle qui existe par exemple en français entre les registres populaire et soutenu.

## Arabe classique

### Arabe littéraire pré-coranique
L’arabe classique pré-coranique tire ses origines du centre et du nord de la Péninsule arabe et se distingue de l’arabe yéménite.
La plus vieille inscription retrouvée en arabe classique pré-coranique date de 328 après J.-C., connue comme « inscription de Namarah » en alphabet nabatéen, découverte en Syrie méridionale en avril 1901 par deux archéologues français, René Dussaud et Frédéric Macler.

### Arabe littéraire coranique
Le Coran est écrit dans une langue arabe dite coranique très proche de l’arabe classique ancien, même si à la date de la mise en écrit du texte sacré au début du règne des Omeyyades, l’on peut encore percevoir des traces d’arabe plus ancien datant de l’Antiquité. D'après le calife `Uthman, le Coran fut révélé dans le dialecte de la tribu mecquoise de Quraish.
La conquête musulmane au VIIe siècle permet à cette langue de se diffuser dans tout le sud de la Méditerranée notamment comme langue du Coran et de l’administration.

### Arabe littéraire post-coranique
L’arabe littéraire classique post-coranique est une des formes de l’arabe utilisée au Moyen Âge dans les textes littéraires pendant le califat omeyyade et abbasside (entre les VIIe et IXe siècles). Cette langue se fonde sur les dialectes médiévaux des Tribus arabes.
A compter du XIXe siècle, une modernisation de l'arabe classique (en particulier au niveau du vocabulaire) est mise en œuvre par les intellectuels de la Nahda, et développe l'actuel arabe standard modernisé. Celui-ci est enseigné comme langue officielle dans les pays du monde arabe, mais continue généralement à cohabiter avec des formes locales d'arabe dialectal.

## Linguistique
Cette section ne prétend pas dupliquer celle relative à la linguistique dans l'article principal consacré à la langue arabe. Ne sont traités ici que les spécificités grammaticales (et celles de la prononciation et de l'écriture) de l'arabe classique dans ses trois versions pré-coranique, coranique, et post-coranique.

### Prononciation de l'arabe classique
La prononciation de l'arabe est étudiée par trois sciences linguistiques complémentaires qu'il convient de ne pas confondre, la phonétique, la phonologie, et l'orthophonie. Cette dernière est normative et comprend l'étude de la cantillation des textes arabes liturgiques.

### Grammaire de l'arabe classique
La grammaire arabe étudie la formation des mots, la morphologie, et leur composition en phrases, la syntaxe.

#### Morphologie de l'arabe classique
L’arabe classique est une langue sémitique comme l’hébreu, l’araméen ou l’akkadien. La particularité des langues sémitiques sont les racines de mots à base de trilitères consonnantiques.
Exemples :
- k-t-b : écrire
- kataba, il écrivit
- yaktubu, il écrit
- kitāb, livre
- maktaba, bibliothèque
- maktub, ce qui est écrit
- kātib, écrivain
- kitāba, écriture

Ces mots contiennent tous les trois consonnes k-t-b, qui forment la racine du mot.